# Mãnh long quá giang

Concord Production Inc.

Mãnh long quá giang (tiếng Trung: 猛龍過江; tiếng Anh: The way of the dragon, Fury of the dragon, Meng Long quojiang) là một phim võ thuật do Lý Tiểu Long đạo diễn, do hãng Concort phát hành năm 1972, với các diễn viên: Lý Tiểu Long, Miêu Khả Tú, Chuck Norris, Robert Wall....

## Nội dung
Phim dài 100 phút, nói về chuyến đi sang Ý dạy võ của võ sư trẻ Đường Long (Lý Tiểu Long).
Những cảnh đầu phim khá hài hước: Đường Long vào một tiệm ăn và không biết phải gọi món gì, anh chỉ đại và lần lượt được đưa ra những món súp khó ăn nhất.
Từ đầu đến cuối phim, vai Đường Long của Lý Tiểu Long khá ngớ ngẩn trong giao tiếp.
Do sự ngớ ngẩn đó, Đường Long rất được Trần Thanh Hoa (Miêu Khả Tú đóng) yêu mến. Cô giới thiệu anh đến một võ đường. Sự khinh khỉnh pha lẫn ngơ ngác của anh- lại được cô gái đẹp quấn quýt bên mình khiến Đường Long bị ghen ghét.
Bọn họ diễu võ dương oai trước mặt anh, những đòn Karatedo hỗn tạp và thiếu thuần túy tung ra. Đường Long chỉ khẩy cười và bay lên đá vào tấm đỡ: ba võ sinh không giữ nổi phải ngã ra đằng sau. Từ đó họ kính phục Đường Long và nhờ anh dạy võ Trung Hoa cho họ.
Võ Đường này còn mở một nhà hàng, vì chuyện chỗ ở nên mỗi ngày đều bị bọn côn đồ đến ức hiếp, tiểu tướng của bọn đó là một tên người Trung Quốc. Đường Long rất ghét tên này và nhận sẽ đứng ra bảo vệ võ quán cũng như nhà hàng.
Nhiều cuộc quấy rối của bọn côn đồ diễn ra, Đường Long và các môn sinh hết sức chống đỡ, khiến bọn chúng sợ hãi. Lúc này anh chế ra phi tiêu bằng tre để đánh với súng đạn của bọn chúng, cảnh này cho thấy sự tôn vinh vẻ đẹp võ thuật phi súng đạn của con rồng họ Lý. Bên cạnh đó còn thấy vẻ đẹp Á Đông thể hiện qua 2 cặp Côn nhị khúc.
Âm mưu không thành, bọn xã hội đen phải thuê một số võ sư ở nước ngoài về thách đấu với Lung trong đó cao thủ nhất là Colt (Chuck Norris). Đường Long nhận lời thách đấu... Đường Long chiến thắng tất cả riêng Colt thì hẹn riêng anh ra một chỗ vắng.
Một trận đấu kinh điển ở đấu trường Colosseum nổ ra, với sự chứng kiến của 2 chú mèo.

## Bên lề bộ phim
Mãnh Long Quá Giang là phim điện ảnh thứ ba của Lý Tiểu Long được đưa vào lịch sử của điện ảnh Hồng Kông vì những sự kiện sau đây:
1. Đây là phim Hồng Kông đầu tiên có quay ngoại cảnh ở Châu Âu
2. Đây là lần đầu tiên một diễn viên Hồng Kông thành lập 1 hãng phim riêng (hãng phim Concort)
3. Thành phần du đãng trong phim này toàn là người nước ngoài
4. Phim đầu tiên Lý Tiểu Long sử dụng cùng lúc 2 cặp côn nhị khúc
5. Lý Tiểu Long là người Hồng Kông đầu tiên tự thực hiện tất cả các vai trò quan trọng như đạo diễn, diễn xuất, viết kịch bản.

Ngoài ra, các nhân vật nhập cư từ nước ngoài như Chuck Norris và Robert Wall đều là môn đệ và là bạn của Lý Tiểu Long do chính Lý Tiểu Long mời đến.